# Луис Макензи
Луис Макензи (енгл. Lewis MacKenzie; Труро, 30. април 1940) је пензионисани канадски генерал-мајор и писац. Макензи је најпознатији по томе што је основао и командовао Сектором Сарајево у оквиру УНПРОФОР-а у Југославији 1992. године.
Макензи је рођен у граду Труро, Нова Шкотска. Прикључио се војсци The Queen's Own Rifles of Canada и добио је официрску повељу 1960. године. Служио је у првој миротворној мисији у Појасу Газе 1963. године, а вратио се 1964. године. Следеће године је служио у миротворној мисији на Кипру. Добио је чин мајора 1971. године.
На месту генерал-мајора канадских оружаних снага, Макензи је поднео оставку 1993. године, после 35 година службе. Написао је књигу „Миротворац: Пут до Сарајева“ (енгл. Peacekeeper: Road to Sarajevo) у којој описује своја лична искуства током службе у Сарајеву.
На канадским федералним изборима 1997. године, Макензи је био кандидат Прогресивних конзервативаца из централног Онтарија за Парламент Канаде. Жан Шаре је изјавио да у случају да је Мекензијева партија победила, Мекензи би постао заменик премијера Канаде. Макензи је освојио друго место, после кандидата Либералне странке Ендија Мичела.
Године 2005, након постављања Ромеа Далера као либералног сенатора, Макензи је написао чланак у новинама „Глоуб енд мејл“ (енгл. Globe and Mail) под насловом „Ромео, Ромео, где си партизану?“ (енгл. Roméo, Roméo, wherefore art thou partisan?) у којем је изјавио да је Далер изменио мишљење у вези интервенције у Судану.
Године 2006, постао је члан Ордена Канаде (енгл. Order of Canada).

## Макензијев поглед наратове у Југославији
Макензи је био против распада Југославије и признања фиктивних држава током грађанског рата. У својим мемоарима, Мекензи наводи: „Мада нисмо били дипломате, сви ми у униформи били смо сигурни да ће борбе избити свуда око нас, чим признање буде објављено.“ 
Канадски генерал сведочи да су муслимани у заштићену зону Сребренице, уз помоћ са стране, убацили на хиљаде бораца и веома много оружја и додаје: „Како су постајали боље опремљени и обучени, почели су да нападају ван Сребренице, да пале српска села и убијају њихове становнике, а онда би се хитро повлачили у безбедну зону под окриљем УН-а. Напади су достигли кулминацију 1994. године, и наставили су се у 1995. када су канадске снаге замењене холандским. (...) Када се 1995. године снег отопио, Насеру Орићу, човеку који је водио муслиманске борце, постало је јасно да ће српске снаге напасти Сребреницу како би га спречили да и даље напада српска села. Због тога он са великим бројем својих војника бежи из града. Сребреница је остала небрањена с уверењем да ће, ако Срби нападну небрањени град, НАТО и УН напасти Србе. И тако су Срби ушли у град без отпора. (...) Муслимански мушкарци и старији дечаци су одвојени, а старци, жене и деца су пребацивани у правцу Тузле на безбедно. То јесте одвратно, али треба рећи да ако неко жели да изврши геноцид, он неће дозволити женама да оду, јер су оне кључне за одржање једне групе коју покушавате да елиминишете. (...) Насер Орић, муслимански војни лидер у Сребреници, тренутно је на суђењу у Хагу за злочине које је извршио „бранећи“ град. Докази показују да је он одговоран за смрт онолико српских цивила из околине Сребренице, колико је војска босанских Срба убила муслимана у Сребреници.“
Што се тиче НАТО агресије на СРЈ, Макензи у свом тексту од 6. априла 2004. године, у канадском дневнику „Нешенел пост“, тврди: „НАТО се одлучио за акцију, мада ниједна чланица НАТО алијансе није била у опасности. Одлучено је да се бомбардују не само Косово, већ и инфраструктура и народ Србије и то без резолуције УН.“

## Галерија
- Макензи на Српском дану у Нијагара Фолсу, 2008. године
- Макензи у мото-спорт аутомобилу, 2009. године